# Einzug ins Paradies
Einzug ins Paradies ist eine sechsteilige Fernsehserie des Fernsehens der DDR aus dem Jahr 1983, die erst 1987 gesendet wurde. Sie entstand nach dem Roman von Hans Weber.

## Handlung
In einem neu errichteten Plattenbau in Berlin-Marzahn ziehen neue Mieter ein. Noch sind die Balkone der Wohnungen nicht voneinander getrennt und so kommen sich die neuen Nachbarn schnell näher. Es werden die Geschichten um fünf Familien an den ersten sechs Tagen nach dem Umzug erzählt. In jeder Episode wird ein Tag erzählt.

## Hintergrund
Einzug ins Paradies war als repräsentative Serie über das Wohnungsbauprogramm in der DDR gedacht und zu Anlass des 34. Jahrestags (1983) der Gründung der DDR geplant. Literarische Grundlage für das Projekt war das gleichnamige Buch von Hans Weber. Der Schriftsteller behandelt in seinem Roman nicht vorrangig das DDR-Wohnungsbauprogramm, sondern stellt die Entwicklung von Menschen (hier 5 Familien) dar, dies unter guten, bis dahin nicht erlebten, Wohnverhältnissen.
Da für die ursprünglich geplanten 7 Teile à 90 Min. nur ein kurzer Produktionszeitraum (April bis September 1983) zur Verfügung stand und der angekündigte Sendetermin in jedem Fall gehalten werden sollte, wurden parallel zwei komplette Produktionsteams bzw. Drehstäbe mit der Realisierung des ambitionierten Literaturstoffes beauftragt. Als Regisseure fungierten die Brüder Achim und Wolfgang Hübner – an ihrer Seite die Kameramänner Kurt Bobek und Werner Helbig.
Beide Drehstäbe stellten – eine produktionstechnische Besonderheit – nicht wie sonst üblich, in sich abgeschlossene Teile her, sondern verfolgten die dramaturgische Entwicklung von 2 bzw. 3 Familien und verknüpften die Ergebnisse ihrer Arbeit dann zu 6 Teilen. Die Dreharbeiten fanden in Berlin-Marzahn in einem gerade neu erbauten Hochhaus in zwei extra dafür vorbereiteten Stockwerken statt. Es wurde parallel gedreht.
Das Schauspielerensemble wurde mit national und international bekannten Schauspielern der DDR besetzt. Den für Medien Verantwortlichen wurden in der Serie jedoch zu viele Probleme und Tabus in der DDR thematisiert, so dass die Serie zunächst nicht ausgestrahlt wurde.
Nach Änderung einiger Teile der Handlung, nach Protest von Mitgliedern künstlerischer Verbände (Schriftstellerverband, Verband der Film- und Fernsehschaffenden), forciert durch Gespräche und Diskussionen der Regisseure mit Medienverantwortlichen, in die auch Erich Honecker einbezogen war, wurden die Teile vier Jahre später im Fernsehen der DDR am 21. August 1987 komplett ausgestrahlt. Die künstlerischen Vertreter beider Produktionsteams erhielten 1988 den Kritikerpreis.
Auch das westdeutsche Fernsehen ARD sendete im Sommer 1989, noch vor dem Mauerfall, die Serie zur besten Sendezeit.